# Camponotus holzi
Camponotus holzi é uma espécie de inseto do gênero Camponotus, pertencente à família Formicidae.